# 山口雅美のGOGO la GOO★
山口雅美のGOGO la GOO★（やまぐちまさみのごごらぐー）は広島FMで放送されている金曜日午後のワイドプログラム。
　
愛称：ゴゴラグ。キャッチフレーズは週末午後の開放プログラムであった。

永松ケンシのHEART ROCK FRIDAYの終了を受け2008年4月4日にスタートしたが、2009年9月25日の放送で終了することが決定した。

## 放送時間
毎週金曜日　13:30～15:55

## DJ
- 山口雅美（広島FMアナウンサー）

同じく金曜日21:00に放送されているミラクル★ガールズのDJも担当。

## コーナー出演者
- 渡部裕之（ワンヴィレポートのレポーター）

SUNMALL LIVE ON RADIO,広島ハンドボール応援プログラム HAND'S TWO HANDSのDJも担当。
- 田中宏（田中宏の広島アゲに出演）

漫画家。BADBOYS、女神の鬼の作者。

## コーナー
ワンヴィレポート
ワンヴィクローズアップ
田中宏の広島アゲ★

## タイムテーブル
13:30　オープニング
13:40　ワンヴィレポート
　　　　（第2･4金）ワンヴィ･クローズアップ＜提供：サニクリーン広島＞
14:00　トラフィックインフォメーション
14:10　田中宏の広島アゲ★
14:30　ヘッドラインニュース
14:55　Eternity
15:00　トラフィックインフォメーション＜提供：大野石油店＞